# Service à la française
Als service à la française (dt. „Bedienung nach französischer Art“), selten auch  service à l’anglaise (dt. „Bedienung nach englischer Art“), wird eine Speisenfolge bezeichnet, bei der bei jedem von zwei oder drei Gängen mehrere sehr unterschiedliche Gerichte gleichzeitig auf dem Tisch stehen. Die heute in der westlichen Welt übliche Speisenfolge, bei der in einem mehrgängigen Menü jeweils nur ein Gericht mit seinen Beilagen serviert wird, bezeichnet man dagegen als service à la russe.
Der Service à la française ist eine heute unüblich gewordene Servierweise eines Menüs mit einer ungewöhnlichen Vielzahl von dargereichten Speisen: während des ersten und zweiten Menügangs wurden herzhafte bis süße Speisen dargeboten, die nach heutigem Verständnis bereits jeweils einem vollständigen Menü mit einer Speisenpalette von Vorspeise bis Dessert entsprächen. Diese Form eines Mahls entwickelte sich in Europa aus der Esskultur des Mittelalters und der Renaissance und für die Speisenreihenfolge hatten sich im Verlauf des 18. Jahrhunderts weitgehend feststehende Konventionen herausgebildet. Für formelle Dinners und Banketts war der Service à la française bis weit ins 19. Jahrhundert die Norm.

## Ablauf
Ein service à la française besteht wie ein heutiges Menü aus mehreren Gängen, jeder einzelne Gang jedoch besteht wiederum aus einer Vielzahl von Speisen. Grundsätzlich werden die Speisen dabei in folgender Reihenfolge serviert:
Erster Gang: Hors d’œuvres, Suppen, Relevés, Entrées
Zweiter Gang: Braten, Gemüsegerichte und Süßspeisen
Dritter Gang: Dessert
Eine hohe Bedeutung maß man der Anordnung der Gerichte auf dem Tisch bei. Erwartet wurde eine gewisse Symmetrie bei den Gerichten. Tischdecken wurden bewusst so gebügelt, dass sie in ihrer Mitte einen scharfen Knick aufwiesen, damit die Dienstboten beim Auftragen der Gerichte diese Symmetrie erzielen konnten.
Teilnehmer an einem à la française servierten Mahl saßen enger zusammen als dies heute üblich ist. Erwartet wurde, dass sie vorrangig von den Speisen aßen, die sich in ihrer unmittelbaren Nähe befanden. Es war aber noch innerhalb der sozialen Norm, einen Dienstboten um eine Portion von einer Speise zu bitten, die weiter weg stand. Akzeptiert war dies vor allem dann, wenn der Gastgeber in einer Eröffnungsrede diese Speise besonders hervorgehoben hatte. Ein zu häufiges Bitten um eine Portion von einer Speise, die sich außerhalb der eigenen Reichweite befand, wurde dagegen als unangemessen empfunden.
Von den Gästen wurde auch erwartet, dass sie wahrnahmen, was ihren Nachbarn fehlte und diese nicht selber erreichen oder schneiden konnten. Als Geste der Freundschaft konnte auch einem weiter entfernt sitzenden Gast eine Portion einer besonders hochgeschätzten Speise durch Dienstboten übersendet werden. Die eigene Vornehmheit sowie hervorragende Tischmanieren unterstrich jedoch der, der sich trotz dieser aus heutiger Sicht sehr großen Fülle an Speisen und Delikatessen zurückhielt und nur wenig aß.

### Erster Gang

#### Prinzipieller Ablauf und Gerichte

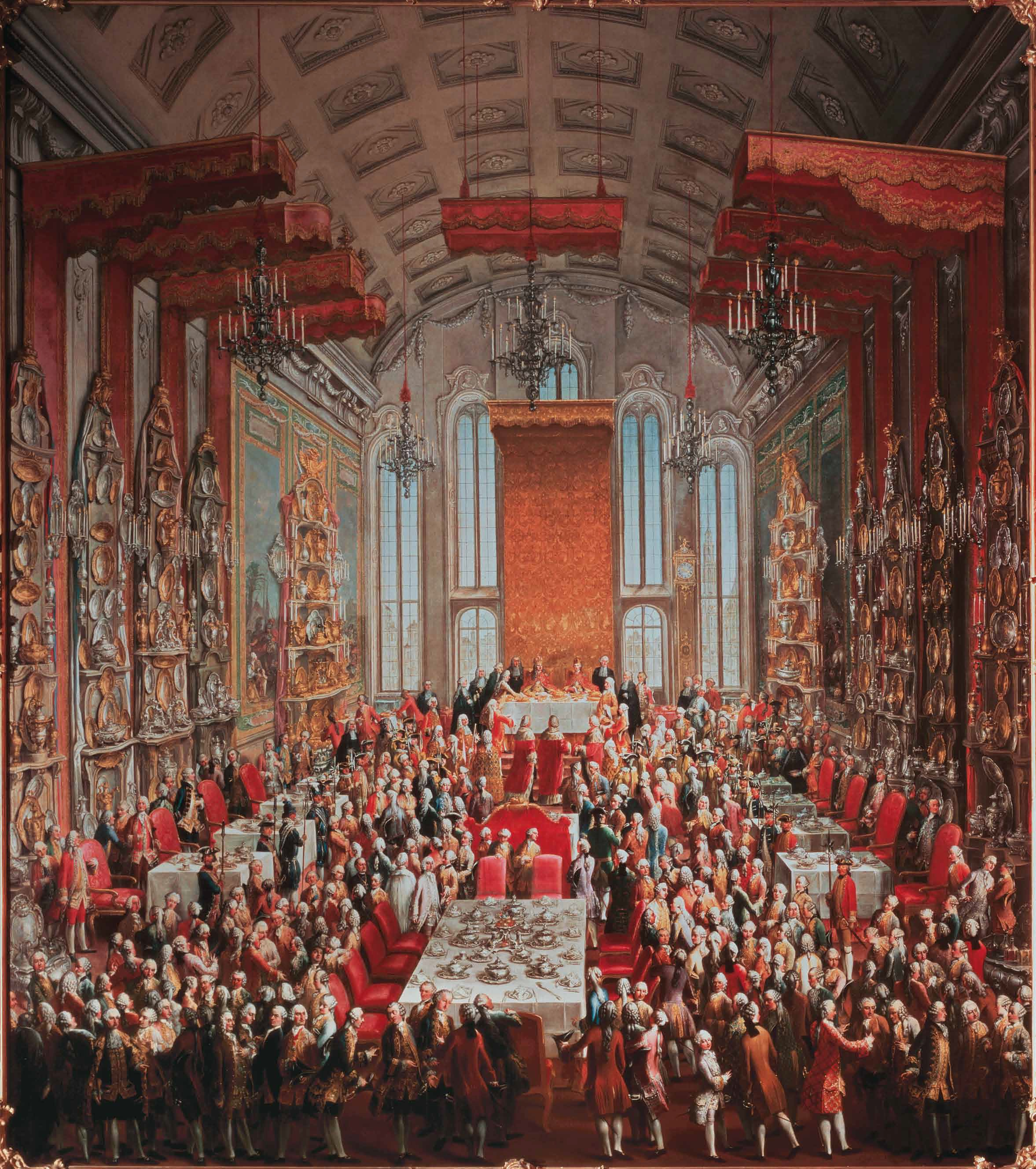
Krönungsmahl Josephs II. in Frankfurt (1764). Am vorderen Tisch haben die Gäste des Krönungsmahls noch nicht Platz genommen, die Speisen stehen in streng symmetrischer Anordnung jedoch bereits auf dem Tisch.

Gäste eines Banketts, das à la française serviert wurde, fanden bereits beim Betreten des Raums, in dem das Mahl eingenommen wurde, einen üppig beladenen Tisch vor, auf dem bereits die Mehrzahl der Gerichte des ersten Gangs standen. Benimmbücher wiesen ausdrücklich darauf hin, dass die Speisen nicht wahllos auf dem Tisch arrangiert werden sollten. Es gab eine Speisenhierarchie, nach der die zentralen Gerichte in der Mitte platziert wurden. Weitere Speisen waren symmetrisch um diese herum angeordnet, so dass beispielsweise zwei verschiedene Suppen links und rechts der zentralen Speisen standen. Im 18. Jahrhundert war es bereits üblich, dass sich diese Suppen in Farbe und Textur deutlich voneinander unterschieden. Typisch wäre beispielsweise eine „braune“ und eine „weiße“ Suppe: Eine braune Suppe bestand aus Kalbs- oder Hammelbrühe mit fein geschnittenem Fleisch von einer gebratenen Ente. Die weiße Suppe war mit Sahne oder Eigelb gebunden und enthielt als Einlage das helle Fleisch eines Hühnchens.
Neben Suppen war es üblich, dass sich auf dem Tisch auch bereits Zwischengerichte, die sogenannten Entrées, befanden. Darunter verstand man Gerichte wie Ragouts von Kalbsbacken oder Zunge, Gerichte mit Geflügelfleisch oder Kalbsbries und Pasteten. Üblich war es, dass sich auf dem Tisch neben den Obsttellern auch bereits eine Süßspeise wie beispielsweise ein Kuchen befand. Zwischen den Gerichten standen Kerzen, Salz, Blumengestecke und Zierelemente. Ergänzt wurde dies um die sogenannten „kleinen Gerichte“, die Hors d’œuvres (dt. „außerhalb des Werkes“), die räumlich etwas von den anderen Speisen abgegrenzt im äußeren Bereich des Tisches standen. Es handelte sich gewöhnlich um kleine Pasteten, eingelegte Fische, Eier, Artischocken, Radieschen und ähnliches. Der Tisch sollte insgesamt einen Eindruck von Opulenz vermitteln.
Bereits seit dem 17. Jahrhundert war es üblich, dass Suppen am Beginn eines Mahles standen. Sobald die Festmahlgäste davon gegessen hatten, wurden sowohl die Suppenteller als auch die Suppenterrinen entfernt. Die Suppenterrinen auf dem Tisch wurden dann durch sogenannte Relevés ersetzt. Bei Relevés handelte es sich gewöhnlich um in Gänze zubereitete große Fische, Geflügel oder große Fleischstücke.

#### Beispiele für Gerichte, die während des ersten Ganges serviert wurden
Beispielhaft für ein Service à la française seien drei (jeweils nicht vollständig) überlieferte Menüs genannt, die aus unterschiedlichen Zeitepochen stammen und für die sehr unterschiedliche Gastgeber verantwortlich waren.
George Hamilton, 1. Earl of Orkney servierte 1715 seinen Gästen einen ersten Gang, bei denen nur eine Suppe, nämlich eine Erbsensuppe, serviert wurden. Erbsensuppe war zu diesem Zeitpunkt eine sehr geschätzte Suppe, die sich von der heute typischen Erbsensuppe jedoch darin unterscheidet, dass sie aus frischen Erbsen hergestellt und unter anderem mit Minze gewürzt wurde. Als Relevés wurden ein ganzer, gekochter Schinken sowie gekochte Hühnchen, Spinatpuffer, Taubenpastete und geschmortes Rind serviert.
Im Haushalt des Pfarrers James Woodforde aus Norfolk wurde in der zweiten Hälfte des 18. Jahrhunderts an Tagen, an denen keine Gäste bewirtet wurden, lediglich ein Gang serviert, bei dem dann mehrere Gerichte auf dem Tisch standen. Gästen hingegen wurde im ersten Gang neben Suppen ein großer Kabeljau, Hammelkeule, Hühnerpastete, Wurzelgemüse und Pudding offeriert.
Sehr aufwändig dagegen war das große Festbankett aus dem Jahre 1846, das im Reform Club in London zu Ehren von Ibrahim Pascha serviert wurde und zu dem 150 Personen geladen waren. Es wurde auch von Zeitgenossen als außerordentlich aufwändig, reichhaltig und elaboriert eingestuft. Zu den Suppen des ersten Gangs gehörte eine „Potage à la Victoria“, ein Kalbsconsommé garniert mit blanchierten Hahnenkämmen, eine „Potage à la Colbert“, eine Gemüsesuppe mit erbsengroßen, glasierten Topinamburbällchen und eine „Potage à la Comte de Paris“, eine Fleischkraftbrühe mit Bandnudeln und Quenelles aus Hühnchenfleisch. Zu den Relevés gehörten „Turbot à la Mazarin“, ein pochierter Steinbutt, zu dem eine Sauce aus Butter und Hummerrogen serviert wurde, pfannengebratene Forellen in Sherry-Sauce, frittierte Wittlinge sowie ein in Sahnesauce gratinierter Wildlachs. Zu den Entrées gehörten gebratene Truthahnküken, Hasen in Johannisbeersauce, Kapaune mit Wasserkresse, am Spieß gebratene Enten mit Orangesauce, Rinderbraten, Hammelkeulen und Lammrücken „à la Sévigné“, die mit Kalbsklößchen, Schmorgurken und Spargelpüree serviert wurden. Zu den elaborierteren Fleischgerichten, die der für das Festbankett verantwortliche Alexis Soyer servieren ließ, zählten „Chapons à la Nelson“, mit Trüffeln und Pilzen gestopfte Kapaune in Teigpasteten, die wie der Bug eines Schiffes geformt waren. Kartoffelpüree war wellenförmig um diese Teigpasteten dekoriert. Zu den Höhepunkten des ersten Ganges zählten „Poulardes en Diadem“, eine Teigpastete in Form einer Krone, die mit gebratenem Hühnerfleisch, gekochter Ochsenzunge und glasiertem Kalbsbries gefüllt war. Die Teigkrone war mit silbernen und goldenen Bratspießen geschmückt, auf die Flusskrebse, Quenelles und Trüffeln gesteckt waren.

### Zweiter Gang

#### Prinzipieller Ablauf und Gerichte
Der zweite Gang begann, nachdem alle oder die meisten Gerichte des ersten Ganges vom Tisch geräumt waren. Zu diesem Zeitpunkt wurde das oberste Tischtuch abgezogen, um die darunter liegende frische Tischdecke zur Geltung zu bringen. Der zweite Gang war der eigentliche Hauptgang. Die Fleischgerichte waren jetzt keine Ragouts oder Schmorgerichte, sondern große Fleischstücke, die häufig auf dem Spieß gebraten worden waren. Aus heutiger Sicht ungewöhnlich ist, dass diese großen Fleischstücke nicht nur von Salaten und Gemüsegerichten, sondern auch von süßen Speisen (sogenannten Entremets) wie Cremes, Gelees sowie im 19. Jahrhundert auch von Eis begleitet waren.
Nicht selten hatten einzelne Speisen dabei einen eigenen Unterhaltungswert. Bartolomeo Scappi, einer der bekanntesten Köche des 16. Jahrhunderts kreierte für ein Festmahl beispielsweise Skulpturen aus Butter in Form eines Elefanten, einem Herkules mit Löwen sowie einem Mohren, der auf einem Kamel saß. Solche Skulpturen wurden im Verlauf der Jahrhunderte seltener und weniger elaboriert. Beispiele wie das Festbankett zu Ehren Ibrahim Paschas aus der Mitte des 19. Jahrhunderts zeigen jedoch, dass solche Elemente auch später noch auftauchen konnten.

#### Beispiele für Gerichte, die während des zweiten Ganges serviert wurden
Den Gästen des Earl of Orkney wurden zu Beginn des 18. Jahrhunderts als zweiter Gang gebratene Rebhühner und Truthahn angeboten. Auf dem Tisch standen außerdem je ein Frikassee von Hahnenkämmen und Kalbsbries, eingelegte Seezunge, eingedickte Creme, Äpfel, Birnen, Konfekt, geschälte Walnüsse und Kastanien.
Im Haushalt des Pfarrers Woodforde waren typische Gerichte des zweiten Gangs Tauben mit Spargel, Kalbsfilet mit Pilzen, geröstete Bries, Hummer und eine Tarte von Aprikosen. Die Mitte des Tischs wurde von einer Pyramide aus Syllabub und Gelees dominiert.
Bei dem 1846er Festbankett zu Ehren von Ibrahim Pascha wurden Stubenküken, Lamm, Kalb, Kaninchen, Pasteten, in Madeira geschmorter Schinken, Hummer in Curry-Sauce, Salate und Gemüsegerichte wie Erbsen und grüne Bohnen in Nussbutter serviert. Aufgetragen wurden auch Lammkoteletts Reform, ein Markenzeichen Soyers, das zu den beliebtesten Gerichten im Reform Club zählte. Aufgetragen wurden auch süße Speisen wie Fruchtgelees, Eiskrem, Meringues, Törtchen aus Nougat und Aprikosen oder Mandeln und Kirschen serviert. Dem folgten die „pièces montées“, aufwändige Kunstwerke der Zuckerbäckerei, mit denen ein Koch seine Phantasie und sein Geschick beweisen musste. Diese Desserts waren häufig themenbezogen. So wurde eine „Crème d'Égypte à l'Ibrahim Pasha“ serviert, ein pyramidenförmiges, ein Meter hohes Gebilde aus Meringue in Form einer Pyramide, das mit Ananascreme gefüllt war und auf deren Spitze eine Nachbildung von Muhammad Ali Pascha stand, dem Vater von Ibrahim Pascha. Zu Ehren von Admiral Napier, der als Gastgeber des Banketts fungierte, hatte man außerdem ein „Gâteau Britannique à l'Admiral“ kreiert. Die Torte in Form eines Kriegsschiffes, das die englische und die ägyptische Flagge trug, wurde vor Lord Napier platziert, dem als Gastgeber die Aufgabe zufiel, das mit geeister Pfirsichmousse und frischen Früchten gefüllte Dessert an die Gäste zu verteilen. Allerdings brach die aufwändige Konstruktion in sich zusammen, bevor Lord Napier seinen Pflichten nachgekommen war.

### Dritter Gang
Der dritte Gang wurde wie zuvor der zweite durch Abräumen aller Speisen und Entfernung des Tischtuchs eingeleitet. Entweder wurde erneut wieder ein Tischtuch unter dem abgeräumten sichtbar oder die Speisen des dritten Ganges wurden direkt auf dem Holz des Tisches aufgetragen, wobei jede Speise auf einem Spitzendeckchen stand. Vor den Gästen wurden Dessertteller, Messer, Gabeln und Löffel platziert. Serviert wurden jetzt aber vorrangig Obst, Käse, kleine Süßigkeiten wie Konfekt sowie kleine Gebäckstücke. Unter den angebotenen Speisen konnte sich durchaus aber nochmals eine herzhafte Speise wie beispielsweise eine Fleischpastete befinden.
Der dritte Gang war damit der „Dessert“-Gang im ursprünglichen Sinne des Wortes: Das Wort Dessert leitet sich von dem französischen Wort „desservit“ oder „abräumen“ ab.  Im 16. Jahrhundert wurden zu diesem Gang den Gästen parfümierte Zahnstocher sowie Fenchelstängel zum Kauen angeboten. Anis- und Minzkonfekt sollten den Atem erfrischen. Alle Speisen, die jetzt noch angeboten wurden, waren reines Naschwerk.

## Einzelbelege
1. 1 2  D. Jurafsky: The Language of Food: A Linguist Reads the Menu. 2014, S. 25.
2. 1 2  M. Visser: The Rituals of Dinner: The Origins, Evolution, Eccentricities, and Meaning of Table Manners. 1991, S. 198.
3. ↑  Nichola Fletcher: Charlemagne’s Tablecloth – A Piquant History of Feasting. Phoenix Paperback, London 2004, ISBN 0-7538-1974-0, S. 155.
4. ↑  K. Colquhoun: Taste: The Story of Britain through its Cooking. 2012, Kapitel: Human Nature, ebook-Position 2797.
5. 1 2 3 4  M. Visser: The Rituals of Dinner: The Origins, Evolution, Eccentricities, and Meaning of Table Manners. 1991, S. 201.
6. ↑  M. Visser: The Rituals of Dinner: The Origins, Evolution, Eccentricities, and Meaning of Table Manners. 1991, S. 202.
7. ↑  K. Colquhoun: Taste: The Story of Britain through its Cooking. 2012, Kapitel: Human Nature, ebook-Position 2779.
8. 1 2  M. Visser: The Rituals of Dinner: The Origins, Evolution, Eccentricities, and Meaning of Table Manners. 1991, S. 199.
9. ↑  K. Colquhoun: Taste: The Story of Britain through its Cooking. 2012, Kapitel: Human Nature, ebook-Position 2788.
10. ↑  K. Colquhoun: Taste: The Story of Britain through its Cooking. 2012, Kapitel: Brave Stomachs, ebook-Position 3256.
11. ↑  Ruth Cowen: Relish: The Extraordinary Life of Alexis Soyer, Victorian Celebrity Chef. London 2006, ISBN 0-297-64562-5, S. 71.
12. 1 2  Ruth Cowen: Relish: The Extraordinary Life of Alexis Soyer, Victorian Celebrity Chef. London 2006, ISBN 0-297-64562-5, S. 72.
13. ↑  K. Colquhoun: Taste: The Story of Britain through its Cooking. 2012, Kapitel: Human Nature, ebook-Position 2788.
14. ↑  K. Colquhoun: Taste: The Story of Britain through its Cooking. 2012, Kapitel: Brave Stomachs, ebook-Position 3256.